# Cimiciformes
Cimiciformes – klad pluskwiaków z podrzędu różnoskrzydłych i infrarzędu Cimicomorpha.
Takson ten został w 1991 roku zdefiniowany przez R.T. Schuha i Pavla Štysa jako obejmujący Naboidea i Cimicoidea. Wyniki morfologicznych i molekularnych badań filogenetycznych opublikowane przez Schuha i innych w 2009 kazały rozszerzyć jego definicję tak, że obejmują one według autorów:Nabidae, Joppeicidae, Medocostidae, Velocipedidae, Microphysidae i Cimicoidea wraz z Curaliidae. Microphysidae zajmują w tym układzie pozycję bazalną, a Cimicoidea siostrzaną dla pozostałych rodzin. Badania te wskazują również na parafiletyzm Cimicomorpha, a konkretnie difiletyzm Thaumastocoridae, których podrodzina nominatywna zajęła pozycję siostrzaną do Pentatomomorpha, a podrodzina Xylastodorina siostrzaną do kladu Cimiciformes+Miroidea.